# 反復横跳び
反復横跳び（はんぷくよことび）は、スポーツ種目の一つ。1メートル間隔の三本の線を引いた上で、敏捷性を競うスポーツである。小学校のスポーツテストの種目としても採用されている（詳しくはスポーツテストのページを参照）。

## ルール
地面に1メートル間隔の3本線を引き、まず中心の線をまたぐ。スタートしたら、右→中央→左→中央→右…と足を動かす。例えば右から中央に一回動けば1回と数える。これを20秒間行ない、何回だったか計る。
また、「一回」と数えるのは、「線を完全にまたぐ」か、「線を踏む」かどちらかである。足が線に触れていなかった場合は、前の数から数える。

## 逸話
2023年6月17日、山形県鶴岡市鼠ケ関と新潟県村上市伊呉野の県境の境目で、「境目で反復横跳び世界大会」が開催された。